# Фрейнд, Вильгельм

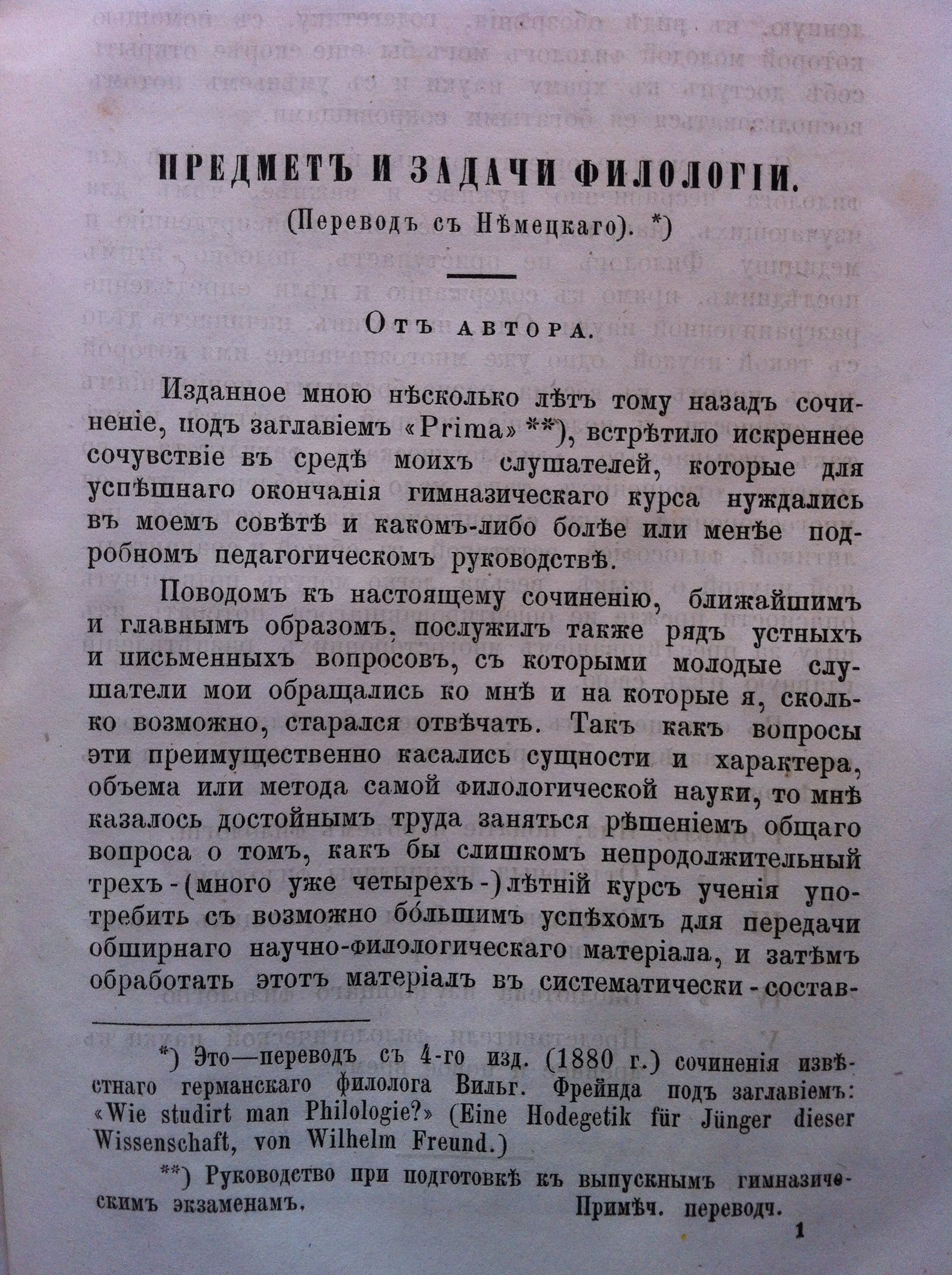
Статья Вильгельма Фрейнда в «Филологических записках», 1881 год.

Вильгельм Фрейнд (нем. Wilhelm Freund; 27 января 1806, Кемпен, провинция Позен, королевство Пруссия — 4 июня 1894, Бреслау, Германская империя) — немецкий филолог, еврейского происхождения.

## Биография
С 1824 по 1828 года Фрейнд учился в Берлине и Бреслау, где он открыл еврейскую религиозную школу.
Фрейнд принимал активное участие во внутренней борьбе еврейской общины Бреслау, а также в движении за освобождение евреев Пруссии. Он был редактором журнала «Preussisches Judengesetz», который содержал основные положения правового статуса еврейских общин в Пруссии.
С 1843 по 1844 годы он редактировал ежемесячный журнал «Zur Judenfrage in Deutschland», в который вошли много важных статей выдающихся писателей, и потому издание имеет непреходящую ценность для истории движений, в которых Фрейнд проявил себя.
С 1848 по 1851 был директором гимназии Хиршенберг, в Силезии, а с 1855 по 1870 возглавлял школу еврейской общины в Глейвице, которую он организовал в соответствии своим собственным планам, имевшим целью воспитывать еврейскую молодежь шире духа узкого правоверия.
Затем он посвятил себя исключительно написанию литературных трудов в области филологии.

## Научная деятельность
Главный труд Фрейнда, «Wörterbuch der Lateinischen Sprache» вышел в Лейпциге в 1834—1845 годах в 4 томах. В дополнение к тому были написаны 2 тома «Gesammtwörterbuch der Lateinischen Sprache» (Бреслау, 1844—1845) и «Lateinisch-Deutsche und Deutsch-Lateinisch-Griechische Schulwörterbuch» (2 части, Берлин, 1848—1855). Его труды стали, по существу, основой всех латино-английских словарей существующих в настоящее время, своего рода, стандартом для целого поколения ученых. Они были переведены и отредактированы E. A. Эндрюс в 1850 году и с тех пор пребывают в широком использовании во всей Англии и Америке. Работы его конкурентов, распространенные в школах и колледжах обеих стран, по существу, представляют собой перепечатки или сокращения работ Фрейнда.
Кроме его magnum opus, Фрейнд опубликовал Цицерона «Pro Milone» с факсимиле «Codex Erfurtensis» (Бреслау, 1838), а также «Präparationen zu den Griechischen und Römischen Schulklassikern», малогабаритные и дешёвые, которые оказались очень популярным вспомогательным пособием для многих поколений немецких и австрийских студентов. Вместе с Марксом, но с меньшим успехом, он попытался осуществить аналогичное исследование Ветхого Завета (7 частей, Лейпциг, 1862—1893).
Его «Prima», сборник эссе «Wie studiert man Philologie?», поставил Фрейнда в число самых выдающихся педагогов классической филологии. Перевод этого замечательного труда был опубликован в 1881 году в журнале А. Хованского «Филологические записки» (пер. А. В. Говоров).
Следует также упомянуть его работы «Tafeln der Griechischen, Römischen, Deutschen, Englischen, Französischen und Italienischen Litteraturgeschichte» (1873—1875); «Cicero Historicus» (1881) и «Wanderungen auf Klassischem Boden» (5 частей,1889-1892).